# 小松辰雄
小松 辰雄（こまつ たつお、1959年5月10日 - ）は、石川県羽咋郡富来町（現：志賀町）出身の元プロ野球選手（投手、右投右打）・コーチ。現在はCBCテレビ・CBCラジオ野球解説者・中日スポーツ野球評論家・YouTuber。
現役時代は中日ドラゴンズで活躍。昭和最後の投手三冠王を達成している。
スピードガンが日本で使用され始めた頃にその活躍で注目を浴びた事から『スピードガンの申し子』と呼ばれた。

## 経歴

### プロ入り前
小学生当時より強肩ぶりを発揮し、6年生の時に町内の小学生が集まり記録を競う「陸上競技記録会」のソフトボール遠投にて70m88cmの記録を残す。中学入学後に野球を始め、エースピッチャーとして活躍する一方で3年の時には走り高跳びの県大会に参加し3位になっている。
1976年の夏の甲子園に石川・星稜高等学校の2年生エースとして出場。準決勝まで進出し、その年の優勝校である西東京代表の桜美林高と対戦。松本吉啓（明大－明治生命）に抑えられ敗退したものの、その剛速球は注目されることとなった。同年の日韓親善高校野球に松本、酒井圭一、山崎隆造らとともに参加している。
3年生となった翌1977年春の選抜では、1回戦で滝川高のアンダースロー技巧派、西口訓史（國學院大）と投げ合うが完封負け。前の試合が長くなり、ナイター照明が灯されたが、視力が悪くサインが見えないことに焦ってしまい、思うようにプレーできなかった。同年夏の甲子園では、1回戦で奈良・智弁学園の山口哲治と壮絶な投手戦を繰り広げるが、序盤に制球を乱して喫した2失点が響き、1対2で敗退した。
この年の高校球界には、小松や山口の他にも夏の甲子園で優勝した兵庫・東洋大姫路高校の松本正志、福島県予選を無失点で制した福島商業高校の三浦広之、春の覇者、箕島高校を予選で破った和歌山・田辺高校の木下透と才能あふれる投手が数多く高卒でプロ球界に入団したが、長く活躍できたのは小松だけである。
同年のドラフト会議で中日ドラゴンズから2位指名を受ける（1位指名は過去に4回ドラフト指名を拒否し、入団が1978年秋まで遅れ、1979年に新人王となった藤沢公也）。元々プロ入りの意向は持っていたものの、小松自身は1位指名だろうと思っていたので、当時は2位指名であることが受け入れられず、駒澤大学進学へ気持ちが揺らぎ、入団拒否の姿勢を見せた。駒澤大学は星稜の山下智茂監督の出身校でもあり、太田誠監督が石川まで小松を訪ねてくるほど熱心だった。これに対しドラゴンズは、スカウトの法元英明が1カ月以上も小松に張り付いて説得を行い、小松も翻意してドラゴンズ入団を決めた。ただ駒澤大・太田監督への配慮もあり、入団会見では星稜・山下監督が同席しないなど、いろいろとしこりを残す結果となった。

### プロ時代
1978年、プロ初登板は10月4日の対ヤクルトスワローズ戦（明治神宮野球場）。0-8でビハインドの状況、肩の痛みもある中で、主力の杉浦享からプロ初三振を奪った。7回、8回を無失点に抑えたが、その日はヤクルトの初優勝が決定した日となった。
1979年、4月11日の対ヤクルト戦（ナゴヤ球場）に3番手で登板。8回に高木守道が勝ち越し本塁打を放ち、プロ初勝利を記録。高木と2人でお立ち台に上った。翌4月12日にはプロ初セーブを記録した。5月の巨人戦にて、王貞治の左翼への流し打ちにより、登板30イニング目にしてプロ初失点を喫した。王の流し打ちは、長嶋茂雄監督のサインに応えたものだったが、王は「小松との勝負で引っ張ってやれんかった」と流し打ちを悔やんでおり、小松はそのことを後に知ったと述懐している。救援投手として一軍に定着し、チーム最多の54試合に登板し6勝9敗16セーブを記録。5月には14試合に救援登板し、1勝1敗5セーブの好成績で月間MVPを獲得した。
1980年は9月10日の対広島東洋カープ戦（ナゴヤ球場）でプロ入り初先発登板し、6回に山根和夫からプロ入り初本塁打を放ったが、投げては7回途中まで2失点で敗戦投手となった。
1981年は藤沢らの不調もあって7月に先発に転向。同月15日の対ヤクルト戦で（明治神宮野球場）はシーズン初の先発登板で、9回2失点でプロ入り初完投勝利。9月21日の読売ジャイアンツ戦ではプロ入り初完封勝利を挙げ、前年から174試合連続得点を続けていた巨人の記録を止めるなど、同月は5勝無敗で自身2度目の月間MVPに選出された。同年は初めて規定投球回（リーグ5位、防御率3.56）に達し、12勝6敗11セーブを記録する。
1982年は、4月4日の広島との開幕戦（広島市民球場）で自身初の開幕投手を務めるも2回5失点で敗戦投手となった。同月6日の対阪神戦（ナゴヤ球場）の試合前、外野で遠投している際に右太腿を痛め、翌7日に出場選手登録を抹消された。8月1日に一軍に復帰後、入れ替わりに故障して二軍落ちした牛島和彦に代わって抑えを務めた。優勝決定試合となった10月18日の大洋戦。監督2年目の近藤貞雄は小松を先発に選んだ。小松は2安打完封に抑え、中日は3回目のリーグ優勝を果たした。同年の西武ライオンズとの日本シリーズでは5試合に登板。第1戦（ナゴヤ球場）では先発登板するが、3回にスティーブに本塁打を打たれるなど、5失点で降板、敗戦投手となる。しかし第4戦（西武ライオンズ球場）ではリリーフで6回から3イニングを好投、牛島和彦につないで自身のシリーズ初勝利を記録した。第5戦（西武ライオンズ球場）では鈴木孝政をリリーフするが、7回にスティーブ、片平晋作にそれぞれ適時打を打たれ、2点を失い惜敗。シリーズ通算1勝2敗で日本一はならなかった。オフの11月24日に扁桃腺切除の手術を受けた。同月30日の契約更改では約8パーセント減の推定年俸1100万円でサイン。12月11日に1歳年上の一般女性と結婚したことを発表した。
1983年4月14日の対大洋戦（横浜スタジアム）で6.2イニングを投げ、3失点でシーズン初勝利、同月26日の対巨人戦（ナゴヤ球場）では自身初の無四球完封勝利を挙げた。10月21日の対阪神戦（ナゴヤ球場）では9回2失点完投勝ちでチームの連敗を8で止めたが、
同年はリーグ5位の防御率3.20、7勝14敗5セーブの成績に終わった。
1984年4月17日の対阪神戦（岡山県野球場）でシーズン初勝利を完封で飾った。9月2日の対大洋戦（横浜スタジアム）ではシーズン2度目の完封で3年ぶり2度目の2桁勝利を記録した。シーズン中は右足太腿の故障や結膜炎で計2か月の戦列を離れたが、最終的に防御率はリーグ3位の3.05、11勝6敗2セーブという成績であった。オフの12月6日の契約更改では1000万円増の推定年俸2650万円の掲示を保留、同月27日の2度目の契約更改では約80パーセント増の推定年俸3000万円でサインした。
1985年4月13日のヤクルトとの開幕戦（ナゴヤ球場）で9回2失点でシーズン初勝利、6月7日の対巨人戦（ナゴヤ球場）ではシーズン唯一の完封勝利を挙げた。シーズン中は右足を故障したものの最多勝、最優秀防御率、最優秀投手、沢村賞の投手タイトルを総て獲得、リーグ最多奪三振も記録する。生涯唯一のベストナインにも選出された。オフの12月9日の契約更改では50パーセント増の推定年俸4500万円でサインした。
1986年は開幕戦で投直を足に受けた影響で成績は振るわず。
1987年にはリーグ1位の6完封を含む17勝で自身2度目の最多勝を獲得した。オフの12月10日の契約更改では約5割増の推定年俸6000万円（タイトル料200万円を含む）でサインした。
1988年には開幕戦で内転筋を痛めたものの12勝を記録して6年ぶりのリーグ優勝に貢献。同年の西武との日本シリーズでも2試合に登板。第2戦では先発登板し、郭泰源と投げ合い6回を3点に抑えるが勝ち負けはつかなかった。オフの12月3日の契約更改では200万円減の推定年俸5800万円でサインした。
1989年は左足を故障で5試合の先発登板に止まり、0勝に終わった。オフの12月6日の契約更改では1300万円減の推定年俸4500万円でサインした。
1990年4月11日のヤクルト戦に先発登板し、1988年10月16日の同じヤクルト戦以来2年ぶりの勝利投手となる。
1992年7月4日の対大洋戦（岩手県営野球場）では4年ぶりの完封勝利を挙げた。
1994年限りで現役引退。本人は翌年も現役続行を希望していたものの、自身を高く評価してくれていた高木守道監督の退任が濃厚とされており、コーチ就任を打診される。小松は中山了球団社長に現役続行を直訴したが、中山は首をたてにふらず、「『じゃあ小松辰雄って選手はいらないんですか』って聞いたら『いらん!』と言われて」引退を決めた。また引退試合も、本来であれば同年のシーズン最終戦で行われるはずだったが、その最終戦がいわゆる10.8決戦となってしまったため、結局1995年3月26日、ナゴヤ球場でのオープン戦で行われ、5回に登板した。最後に対戦した打者は、少年時代に小松に強く憧れていたイチローだったが、初球ボールの後の2球目を右中間に二塁打を打たれ、「引退試合」の投球は2球で終わった。

### 引退後
引退後、1995年は中日の二軍投手コーチ、1996年から1997年まで一軍投手コーチを務めた。97年はチーム防御率がリーグ5位と低迷して最下位に転落し、同年オフに宮田征典を一軍投手コーチに招聘したのと入れ替えに解任される。当時監督だった星野仙一は著書の中で「現役陣と年が近すぎたせいか、選手との仲間意識を捨てきれない。時には情を捨て、厳しさを前面に出すことが必要なのだ。ところが小松は兄貴からコーチへ変わって行けなかった。中日OBにもコーチとしてのチャンスを与えたかった。しかし、2年経っても、小松コーチに著しい進歩がない以上、もう一度コーチングスタッフの体制を見直さなければならないと考えてのことだった」と記している。
1998年からは、CBCテレビ・CBCラジオの野球解説者および中日スポーツ野球評論家を務める。 
2010年、名古屋市中区錦三丁目に飲食店「焼処 旨い物 海鮮山」を開いた。現役の頃から「能登の食材を使った店を出して、おいしいものを食べてもらいたい」という夢があったという。
2017年12月12日、名古屋市東区赤塚の交差点で自身がトヨタ・クラウンを運転中、自転車と衝突する事故を起こした（自転車に乗っていた男性はその後死亡）。書類送検されてCBCテレビ・CBCラジオ野球解説者および中日スポーツ野球評論家としての活動を自粛していたが、2018年4月26日付けで不起訴処分になった（不起訴の理由は明らかにされていない）。同年7月からCBCテレビ・CBCラジオ野球解説者および中日スポーツ野球評論家に復帰した。2023年11月26日に中日OB会長に選出された。

## 人物
二女の小松亜有は2009年度の日本女子プロゴルフ協会主催のプロテストに合格し、プロゴルファーとしてデビューしている。

## 詳細情報

### 年度別投手成績
| 年 度      | 球 団      | 登 板 | 先 発 | 完 投 | 完 封 | 無 四 球 | 勝 利 | 敗 戦 | セ 丨 ブ | ホ 丨 ル ド | 勝 率 | 打 者 | 投 球 回 | 被 安 打 | 被 本 塁 打 | 与 四 球 | 敬 遠 | 与 死 球 | 奪 三 振 | 暴 投 | ボ 丨 ク | 失 点 | 自 責 点 | 防 御 率 | W H I P |
| ---------- | ---------- | ----- | ----- | ----- | ----- | -------- | ----- | ----- | -------- | ----------- | ----- | ----- | -------- | -------- | ----------- | -------- | ----- | -------- | -------- | ----- | -------- | ----- | -------- | -------- | ------- |
| 1978       | 中日       | 2     | 0     | 0     | 0     | 0        | 0     | 0     | 0        | --          | ----  | 19    | 4.0      | 4        | 1           | 5        | 0     | 0        | 3        | 0     | 0        | 5     | 5        | 11.25    | 2.25    |
| 1979       | 中日       | 54    | 0     | 0     | 0     | 0        | 6     | 9     | 16       | --          | .400  | 410   | 97.1     | 90       | 6           | 37       | 4     | 5        | 86       | 1     | 0        | 30    | 29       | 2.68     | 1.30    |
| 1980       | 中日       | 39    | 1     | 0     | 0     | 0        | 1     | 5     | 6        | --          | .167  | 269   | 64.0     | 61       | 2           | 27       | 3     | 4        | 33       | 4     | 0        | 28    | 26       | 3.66     | 1.38    |
| 1981       | 中日       | 42    | 14    | 6     | 1     | 0        | 12    | 6     | 11       | --          | .667  | 637   | 152.2    | 139      | 22          | 41       | 1     | 11       | 122      | 2     | 0        | 62    | 52       | 3.07     | 1.18    |
| 1982       | 中日       | 28    | 2     | 1     | 1     | 0        | 4     | 4     | 9        | --          | .500  | 259   | 62.1     | 43       | 4           | 28       | 3     | 2        | 58       | 2     | 0        | 19    | 18       | 2.60     | 1.14    |
| 1983       | 中日       | 35    | 24    | 9     | 1     | 2        | 7     | 14    | 5        | --          | .333  | 784   | 191.1    | 181      | 20          | 49       | 5     | 5        | 133      | 1     | 0        | 74    | 68       | 3.20     | 1.20    |
| 1984       | 中日       | 29    | 23    | 11    | 2     | 1        | 11    | 6     | 2        | --          | .647  | 786   | 186.0    | 166      | 27          | 59       | 5     | 6        | 168      | 1     | 0        | 75    | 63       | 3.05     | 1.21    |
| 1985       | 中日       | 33    | 25    | 14    | 1     | 2        | 17    | 8     | 1        | --          | .680  | 864   | 210.1    | 185      | 24          | 48       | 3     | 4        | 172      | 1     | 0        | 70    | 62       | 2.65     | 1.11    |
| 1986       | 中日       | 24    | 20    | 5     | 1     | 1        | 7     | 9     | 0        | --          | .438  | 570   | 138.2    | 134      | 18          | 31       | 4     | 2        | 97       | 1     | 0        | 56    | 54       | 3.50     | 1.19    |
| 1987       | 中日       | 28    | 25    | 10    | 6     | 0        | 17    | 6     | 0        | --          | .739  | 802   | 200.1    | 167      | 22          | 41       | 7     | 6        | 147      | 2     | 0        | 65    | 61       | 2.74     | 1.04    |
| 1988       | 中日       | 24    | 23    | 5     | 2     | 0        | 12    | 7     | 0        | --          | .632  | 652   | 157.1    | 137      | 20          | 49       | 4     | 5        | 114      | 1     | 0        | 71    | 57       | 3.26     | 1.18    |
| 1989       | 中日       | 5     | 5     | 0     | 0     | 0        | 0     | 4     | 0        | --          | .000  | 115   | 24.2     | 34       | 6           | 9        | 1     | 2        | 11       | 1     | 0        | 23    | 21       | 7.66     | 1.74    |
| 1990       | 中日       | 18    | 18    | 3     | 0     | 0        | 6     | 5     | 0        | --          | .545  | 488   | 111.2    | 123      | 12          | 38       | 3     | 5        | 87       | 0     | 0        | 56    | 51       | 4.11     | 1.44    |
| 1991       | 中日       | 23    | 18    | 0     | 0     | 0        | 5     | 4     | 0        | --          | .556  | 402   | 95.2     | 94       | 18          | 26       | 2     | 1        | 69       | 0     | 0        | 48    | 47       | 4.42     | 1.25    |
| 1992       | 中日       | 22    | 22    | 2     | 1     | 0        | 9     | 9     | 0        | --          | .500  | 555   | 125.2    | 151      | 19          | 39       | 3     | 2        | 69       | 2     | 0        | 70    | 67       | 4.80     | 1.51    |
| 1993       | 中日       | 16    | 16    | 0     | 0     | 0        | 7     | 4     | 0        | --          | .636  | 329   | 77.0     | 72       | 9           | 33       | 0     | 4        | 49       | 1     | 0        | 34    | 31       | 3.62     | 1.36    |
| 1994       | 中日       | 10    | 10    | 0     | 0     | 0        | 1     | 2     | 0        | --          | .333  | 188   | 41.2     | 57       | 8           | 13       | 0     | 0        | 28       | 0     | 0        | 29    | 29       | 6.26     | 1.68    |
| 通算：17年 | 通算：17年 | 432   | 246   | 66    | 16    | 6        | 122   | 102   | 50       | --          | .545  | 8129  | 1940.2   | 1838     | 238         | 573      | 48    | 64       | 1446     | 20    | 0        | 815   | 741      | 3.44     | 1.24    |

- 各年度の太字はリーグ最高

### タイトル
- 最多勝利：2回（1985年[37]、1987年[46]）
- 最優秀防御率：1回（1985年[37]）
- 最多奪三振：1回（1985年） ※当時連盟表彰なし、セントラル・リーグでは、1991年より表彰

### 表彰
- 沢村栄治賞：1回（1985年[38]）
- ベストナイン：1回（投手部門：1985年[39]）
- 最優秀投手：1回（1985年）
- 月間MVP：2回（1979年5月[11]、1981年9月[16]）

### 記録
- 初記録
  - 初登板：1978年10月4日、対ヤクルトスワローズ24回戦（明治神宮野球場）、7回裏に4番手で救援登板・完了、2回無失点
  - 初奪三振：同上、7回裏に杉浦亨から
  - 初勝利：1979年4月11日、対ヤクルトスワローズ2回戦（ナゴヤ球場）、8回表一死に3番手で救援登板・完了、1回2/3を無失点
  - 初セーブ：1979年4月12日、対ヤクルトスワローズ3回戦（ナゴヤ球場）、8回表に2番手で救援登板・完了、2回無失点
  - 初先発：1980年9月10日、対広島東洋カープ22回戦（ナゴヤ球場）、6回1/3を2失点で敗戦投手
  - 初先発勝利・初完投勝利：1981年7月15日、対ヤクルトスワローズ14回戦（明治神宮野球場）、9回2失点
  - 初完封勝利：1981年9月21日、対読売ジャイアンツ22回戦（ナゴヤ球場）

- 節目の記録
  - 1000投球回数：1986年6月3日、対ヤクルトスワローズ8回戦（ナゴヤ球場）、1回表一死目に達成
  - 1000奪三振：1987年8月26日、対ヤクルトスワローズ15回戦（ナゴヤ球場）、2回表に荒木大輔から ※史上73人目[61]
  - 1500投球回数：1990年4月17日、対広島東洋カープ1回戦（ナゴヤ球場）、2回表三死目に達成
  - 100勝：1990年8月22日、対ヤクルトスワローズ21回戦（明治神宮野球場）、先発登板で7回4失点 ※史上101人目[62]

- その他の記録
  - 投手三冠王：1回（1985年）※史上14人目
  - オールスターゲーム出場：4回（1981年、1985年、1987年、1992年）

### 背番号
- 34（1978年 - 1983年）
- 20（1984年 - 1994年）
- 94（1995年）
- 71（1996年 - 1997年）

## 出演番組

### テレビ
- SAMURAI BASEBALL
- サンデードラゴンズ
- J SPORTS STADIUM

### ラジオ
- CBCドラゴンズナイター
- 久野誠のドラゴンズワールド